# Jurij Zdovc
Jurij « Jure » Zdovc, né le 13 décembre 1966 à Maribor, est un joueur puis entraîneur slovène de basket-ball. Comme joueur, Zdovc évoluait au poste de meneur.

## Biographie
Zdovc a son premier contact avec le basket-ball à l'âge de 10 ans, en jouant dans l'équipe de son école. Peu après, il rejoint les catégories inférieures des Comet de Slovenske Konjice, en Slovénie, où il reste 7 ans.

### Carrière en club
En 1983, il intègre l'Union Olimpija (1re division yougoslave), club avec lequel il joue pendant 9 saisons (1983-1991). Après une première saison dans l'équipe jeune, Zdovc débute professionnellement en 1984-1985, avec l'équipe jouant la Druga Liga, la seconde division yougoslave. L'Olimpia monte en première division la saison suivante, mais il descend à nouveau l'année suivante. Du fait qu'il joue dans une équipe plus faible, Zdovc est l'un des joueurs les moins connus de l'extraordinaire génération de joueurs de basket-ball yougoslaves nés entre 1968 et 1973. En 1989 il devient le meneur titulaire dans l'équipe de Yougoslavie, qui gagne l'or en Argentine en 1990.
En 1991, après l'indépendance de la Slovénie, il signe à l'étranger, à la Knorr Bologne (1re division italienne), en Italie, pendant une saison (1991-1992) où il joue à un bon niveau. Cette première expérience est bonifiée par un passage court et fructueux, au Limoges CSP (Pro A) lors de la saison 1992-1993, sous la houlette du technicien serbe, Božidar Maljković. À Limoges, il remporte le championnat d'Europe et le championnat de France dans une équipe sans grandes étoiles, mais avec un groupe de joueurs très motivés qui jouait avec un style collectif.
Après son expérience limougeaude, Jurij Zdovc fait un stage de pré-sélection avec les Knicks de New York en NBA, mais il ne reçoit aucune offre. Malgré l'intérêt porté par les Trail Blazers de Portland, il joue finalement en Grèce, à l'Iraklis Salonique de 1993 à 1997.
Après une saison et demie avec un mal de dos persistant, il rejoint le PSG Racing (Pro A) en janvier  1997, pour le reste d'une saison 1996-1997 qu'il ne peut finir par cause d'une nouvelle lésion. Par la suite, il joue en Turquie, au Tofaş Spor Kulübü (1997-1998), où il joue avec un excellent rendement jusqu’à nouveaux problèmes de dos l’empêchant de poursuivre.
Sans succès, il revient, en Slovénie, à l'Olimpija Ljubljana pendant deux saisons (1998-2000) avec lequel il remporte son premier championnat de Slovénie (1999) et deux Coupes de Slovénie (1999, 2000). En 2000-2001, il passe une saison en Grèce au Paniónios BC (1re division grecque). Finalement, sa carrière se termine en Slovénie, en jouant à nouveau à l'Olimpija Ljubljana qui connait des problèmes économiques (2001-2002) mais où il remporte, encore une fois, la Coupe de Slovénie et la Ligue adriatique. Il met fin à son activité de basketteur, lors de la saison 2002-2003, en jouant d'abord au Geoplin Slovan Ljubljana (1re division slovène), puis en cours de saison, au KK Split (1re division croate), en Croatie, où il fait équipe avec son compagnon de génération Dino Radja.

### Carrière internationale
Sa carrière de joueur est également riche au niveau international. Sa renommée se forge avec l'équipe de Yougoslavie ; en catégories jeunes, il participe à la Coupe du Monde Junior de Palma de Mallorca en 1983, malgré le fait qu'il est trois ans plus jeune que le reste de l'équipe. Cette même année, il est champion d'Europe en 1983 avec les cadets de l'équipe de Yougoslavie. Puis en junior, il est médaillé de bronze aux Championnats d'Europe 1984, participe aux Jeux balkaniques de 1986 en Athènes, et gagne l'or au Championnat du monde de basket-ball masculin des moins de 19 ans de 1987, où cette génération Yougoslave est consacrée comme l'une des meilleures de toute l'histoire du basket-ball.
En senior, Jurij Zdovc remporte avec l'équipe de Yougoslavie, deux championnats d'Europe avec la sélection (1989, 1991), un championnat du Monde (1990) et est médaillé d'argent Jeux olympiques de Séoul (1988). 

### Carrière d'entraîneur
Après sa carrière de joueur, Jurij Zdovc devient entraîneur de basket-ball. En novembre 2013, il est nommé entraîneur du Royal Halı Gaziantep, club de première division turque.
Il est nommé entraîneur du KK Cedevita en juin 2017, après le départ de Veljko Mršić, mais est limogé en 2018 après l'élimination de son équipe en Ligue adriatique,.
En mai 2020, Zdovc rejoint les Metropolitans 92 avec lesquels il signe un contrat de 2 ans comme entraîneur. Le club annonce la rupture du contrat avec Zdovc le 31 juillet 2021.
En octobre 2021, Martin Schiller, l'entraîneur du Žalgiris Kaunas est limogé et Zdovc est recruté pour prendre sa place. Zdovc quitte le club en avril et est remplacé par Kazys Maksvytis (en).

## Clubs successifs
- ????-1984 :  Comet Slovenske Konjice
- 1983-1991 :  Olimpija Ljubljana (1re division)
- 1991-1992 :  Knorr Bologne (Lega A)
- 1992-1993 :  CSP Limoges (N A 1)
- 1993-1996 :  Iraklis Salonique (ESAKE)
- 1997 :  PSG Racing (Pro A)
- 1997-1998 :  Tofaş Bursa (1re division) : début de saison puis blessure
- 1998-2000 :  Olimpija Ljubljana (1re division)
- 2000-2001 :  Paniónios (ESAKE)
- 2001-2002 :  Union Olimpija Ljubljana (1re division)
- 2002-2003 : Geoplin Slovan Ljubljana (1re division) puis  KK Split (1re division)

## Palmarès
En mars 2021, il intègre le FIBA Hall of Fame (promotion 2020) .

### Joueur

#### Équipe nationale
- Jeux olympiques d'été
  -  médaille d'argent aux Jeux olympiques d'été de 1988 à Séoul
- championnat du monde
  -  médaille d'or au championnat du monde 1990 en Argentine
- championnat d'Europe
  -  médaille d'or au championnat d'Europe 1989 à Zagreb
  -  médaille d'or au championnat d'Europe 1991 à Rome

#### Clubs
Compétitions internationales 
- Coupe des clubs champions en 1993 avec le CSP Limoges
- Champion de la Ligue adriatique en 2002

 Compétitions nationales 
- Champion de France en 1993
- Championnat de Slovénie en 1999
- Championnat de Croatie 2002/2003
- Coupe de Slovénie 1999, 2000, 2002

### Entraîneur
- Vainqueur de la coupe de Croatie avec KK Split : 2004
- Champion de Bosnie-Herzégovine avec Bosna Sarajevo 2008
- Champion de Slovénie avec Union Olimpija :  2009
- Vainqueur de la coupe de Slovénie : 2009, 2010, 2011
- Désigné meilleur entraîneur de l'EuroCoupe 2011-2012[11]
- Vainqueur de la coupe de Lituanie 2022